# Phlogophora malaisei
Phlogophora malaisei là một loài bướm đêm trong họ Noctuidae.